# Meer van Nisramont
Het Meer van Nisramont is een stuwmeer ten zuidoosten van het stadje La Roche-en-Ardenne in de Belgische provincie Luxemburg.
Het meer is genoemd naar het nabijgelegen plaatsje Nisramont. Het heeft een oppervlakte van 47 hectare. De stuwdam heeft een lengte van 116 m en is 16 m hoog. Bij de stuwdam is een waterzuiveringsstation en hydro-elektrische centrale aangelegd. Het meer is een toeristische trekpleister en een populaire plaats voor watersporten, waaronder kanoën en vissen.
De dam is aangelegd op de plaats waar de Westelijke Ourthe (Ourthe Occidentale, 53 km) en de Oostelijke Ourthe (Ourthe Orientale, 46 km) samenvloeien om de Ourthe te vormen. Het traject tussen Nisramont en La Roche-en-Ardenne noemt men de Boven-Ourthe (Haute-Ourthe).